# Ǎ
Cette page contient des caractères spéciaux ou non latins. S’ils s’affichent mal (▯, ?, etc.), consultez la page d’aide Unicode.
Ǎ (minuscule : ǎ), appelée A caron, A antiflexe ou A hatchek, est un graphème utilisé dans les alphabets de l’awing, du bakaka, du bangolan, du four, du kemezung, du koonzime, du kwanja, du lingala, et du ngiemboon comme variante de la lettre « A ». Elle est aussi utilisée dans plusieurs romanisations comme le pinyin ou des translittérations ISO 9 ou GENUNG. Il s’agit de la lettre A diacritée d’un caron.

## Utilisation

### Romanisations
Dans la romanisation ISO 9:1995, le a caron est utilisé pour translittérer le grand iousse ‹ ѫ ›.
Dans la romanisation GENUNG du bulgare, le a caron translittère le yer dur ‹ ъ ›.

### Langues à tons
Dans plusieurs langues tonales le ‹ ǎ › représente le même son que le ‹ a › et le caron indique le ton montant.
En hanyu pinyin (système de transcription du mandarin standard), ‹ ǎ › a le même rôle que ‹ a › ; le caron indique en plus que la syllabe porte le troisième ton (ton descendant puis montant).

## Représentations informatiques
Le A caron peut être représenté avec les caractères Unicode suivants :
- précomposé (latin étendu B) :

| formes    | représentations | chaînes de caractères | points de code | descriptions                    |
| --------- | --------------- | --------------------- | -------------- | ------------------------------- |
| majuscule | Ǎ               | Ǎ                     | U+01CD         | lettre majuscule latine a caron |
| minuscule | ǎ               | ǎ                     | U+01CE         | lettre minuscule latine a caron |

- décomposé (latin de base, diacritiques) :

| formes    | représentations | chaînes de caractères | points de code | descriptions                                |
| --------- | --------------- | --------------------- | -------------- | ------------------------------------------- |
| majuscule | Ǎ               | A◌̌                    | U+0041 U+030C  | lettre majuscule latine a diacritique caron |
| minuscule | ǎ               | a◌̌                    | U+0061 U+030C  | lettre minuscule latine a diacritique caron |